# Wang Ming

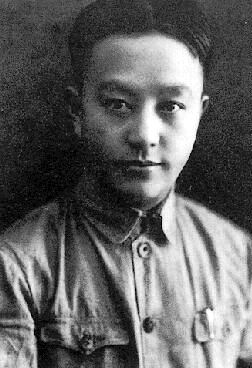
Wang Ming in den früheren 1930er-Jahren

Grabdenkmal für Wang auf dem Moskauer Nowodewitschi-Friedhof

Wang Ming (chinesisch: 王明; Pinyin: Wáng Míng; * 23. Mai 1904 in Jinzhai, Anhui; † 27. März 1974 in Moskau) war ein Führer der Kommunistischen Partei Chinas (KPCh) sowie der Kopf der Gruppe der 28 Bolschewiki. Sein Geburtsname war Chen Shaoyu (陳紹禹). Wang Ming war sein Pseudonym, unter dem er bekannt wurde.

## Biografie
Wang war in den 1930er-Jahren einer der wichtigsten Gegner Mao Zedongs und seiner von den Direktiven der Komintern und der orthodoxen marxistisch-leninistischen abweichenden Linie. Die Konkurrenz zwischen Wang und Mao reflektiert den Machtkampf zwischen der Sowjetunion und der Komintern auf der einen und der KPCh auf der anderen Seite um Richtung und Zukunft der chinesischen Revolution.
Wang studierte an der Sun-Yat-sen-Universität in Moskau und war ab 1931 Leiter der KPCh-Delegation bei der Komintern, wo er zum Exekutiv-Kommissar, Präsidiumsmitglied und stellvertretenden Direktor der Komintern gewählt wurde. 1937 setzte Wang gegen den Willen Maos, der in Chiang Kai-shek den Hauptfeind der Kommunisten sah, die Einheitsfront mit der Kuomintang gegen die japanische Besetzung der Mandschurei durch. 1941 verweigerte er die von Mao geforderte Selbstbezichtigung und Loyalitätserklärung. Stattdessen kritisierte er weiterhin die Politik Maos gegenüber Chiang Kai-shek und Japan. Bald darauf erkrankte er schwer. In seinem später erschienenen Buch 50 Jahre KP Chinas und der Verrat Mao Zedongs behauptet Wang, Mao habe versucht, ihn vergiften zu lassen. 1956 ging Wang zur medizinischen Behandlung in die Sowjetunion und kehrte bis zu seinem Tod nicht mehr nach China zurück.

## Veröffentlichungen
- Ван Мин: 50 лет КПК и предательство Мао Цзэ-дуна, Москва: Политиздат, 1975; deutsche Ausgabe: Wang Ming: 50 Jahre KP Chinas und der Verrat Mao Zedongs. Berlin: Dietz  Verlag, 1981.
- Wan Min: Lenin, der Leninismus und die chinesische Revolution. APN-Verlag, Moskau 1970